# Suzana
Suzana je žensko osebno ime.

## Izvor imena
Ime Suzana je svetopisemsko ime in izhaja prek  latinskega in grškega Susanna iz hebrejskega imena Šušan. To povezujejo s hebrejsko besedo šušan v pomenu »lilija«. Po pomenu imenu Suzana ustreza ime Lilijana, ki ga razlagajo iz latinske besede lilium v pomenu »lilija«.

## Različice imena
Suzane, Susan, Susana, Susane, Susanne, Susi, Suzan, Suzane, Suzi, Žuža, Žužana

## Tujejezikovne različice
- pri Angležih: Susan, skrajšano Susie, Susy
- pri Nemcih: Sussanna, skrajšano Suse, Susi, Sanna
- pri Francozih: Suzanna, manjšalno Suzette
- pri Madžarih: Zsuzsanna, skrajšano Zsuzi. Po madžarski skrajšani obliki je tudi prekmurska različica Žuža.

## Pogostost imena
Po podatkih Statističnega urada Republike Slovenije je bilo na dan 31. decembra 2007 v Sloveniji 5588 oseb z imenom Suzana. Ime Suzana je bilo tega dne po pogostisti uporabe na 52. mestu.

## Osebni praznik
Suzane, ki so navedene v koledarju svetnikov, so naslednje:
- Suzana, svetopisemska žena, god 28. avgust
- Suzana Rimska, mučenka v Rimu, god 24. maja
- Suzana Cibioja, mučenka v Nagasakiju, god 12. junij
- Suzana, devica, mučenka, god 11. avgust.[3]

## Zanimivost
Lepa Suzana je opisana v svetopisemski knjigi preroka Danijela. V zgodbi je Suzana zavrnila dve pohotni starešini, ki sta jo nadlegovala pri kopanju. Zaradi tega sta jo lažno obtožila prešuštva, za kar je bila obsojena na smrt s kamenjanjem. Po posredovanju Danijela, ki je starešinama dokazal lažnivo pričanje, so jo spoznali za nedolžno, starešini pa kamenjali. Prizor kopanja lepe Suzane in dveh starešin je pogost motiv v slikarstvu.